# 國際基督教大學
國際基督教大學（日语：／ Kokusai Kirisutokyō Daigaku *；英語譯名：International Christian University, ICU），是一所位於日本東京都三鷹市的基督教私立大學。1949年決議創校，1953年經道格拉斯·麥克阿瑟等人籌辦正式開學。
ICU是一所美式博雅學院，为亚洲博雅大学联盟成员。現為文部科學省「超級全球大學」表列名校之一。SONY執行長平井一夫、美國聯邦參議員傑伊·洛克斐勒、哈佛商學院教授竹内弘高以及日本皇族佳子内親王與前真子内親王皆為ICU校友。

## 概要

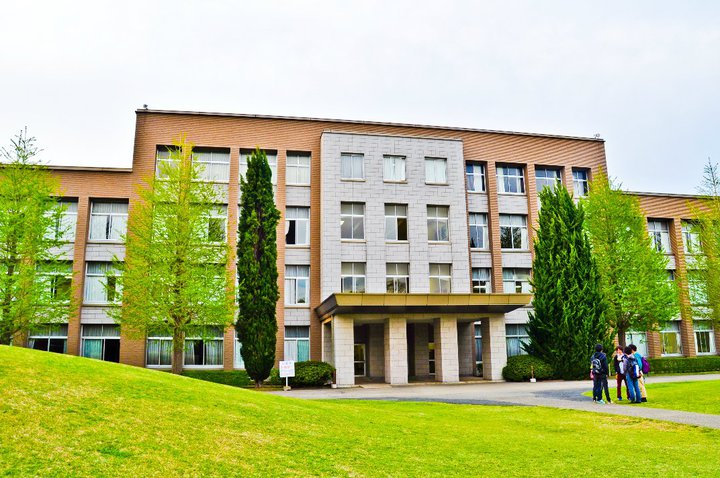
ICU本館

### 簡史
1949年，日美兩國長老教會召開御殿場會議，決定依據美式博雅學院之理念創立「國際基督教大學」。1953年成立學校法人，正式開學。

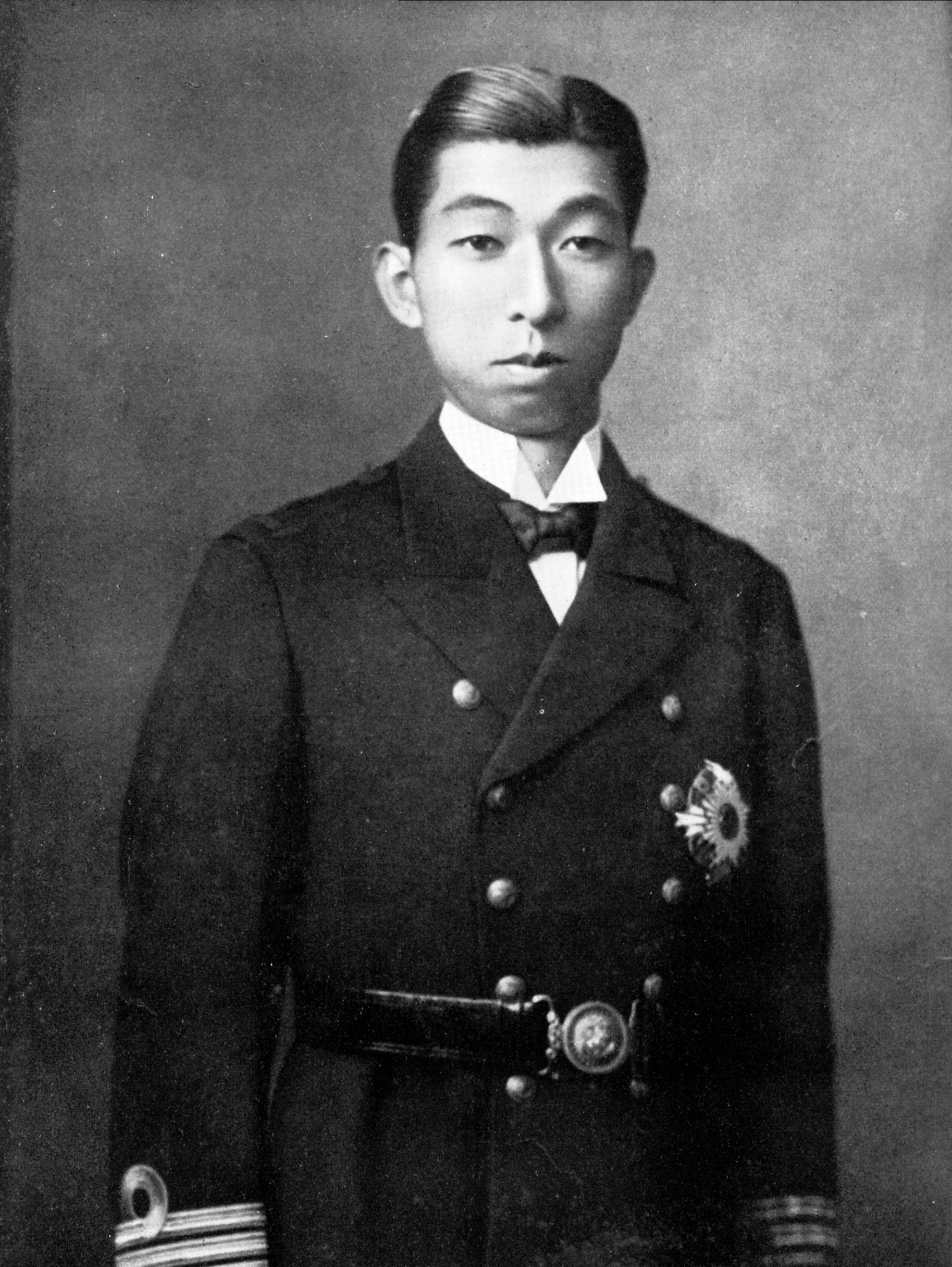
高松宮宣仁親王，ICU設立準備委員會名譽總裁
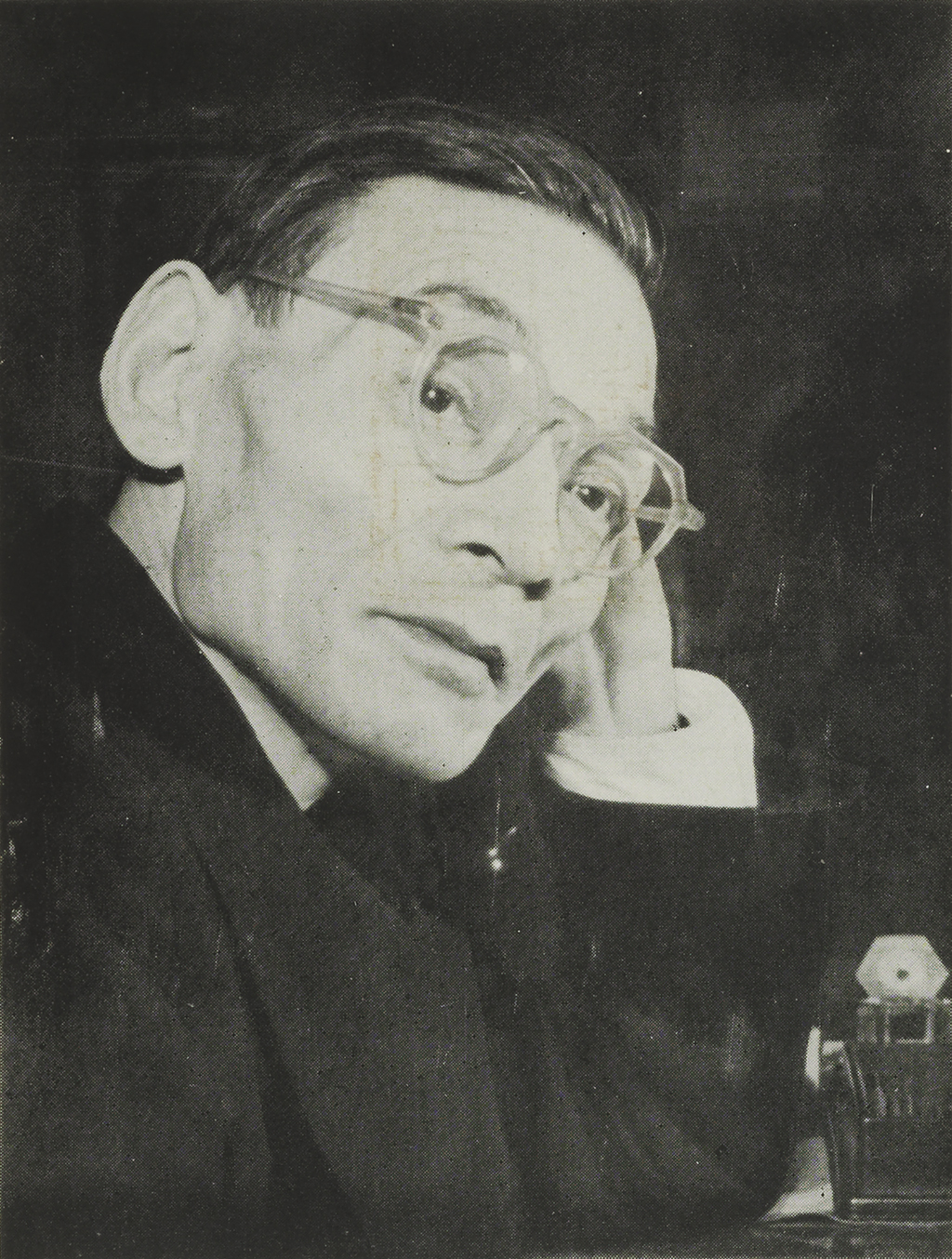
一萬田尚登，調集ICU設立資金的前日本銀行總裁
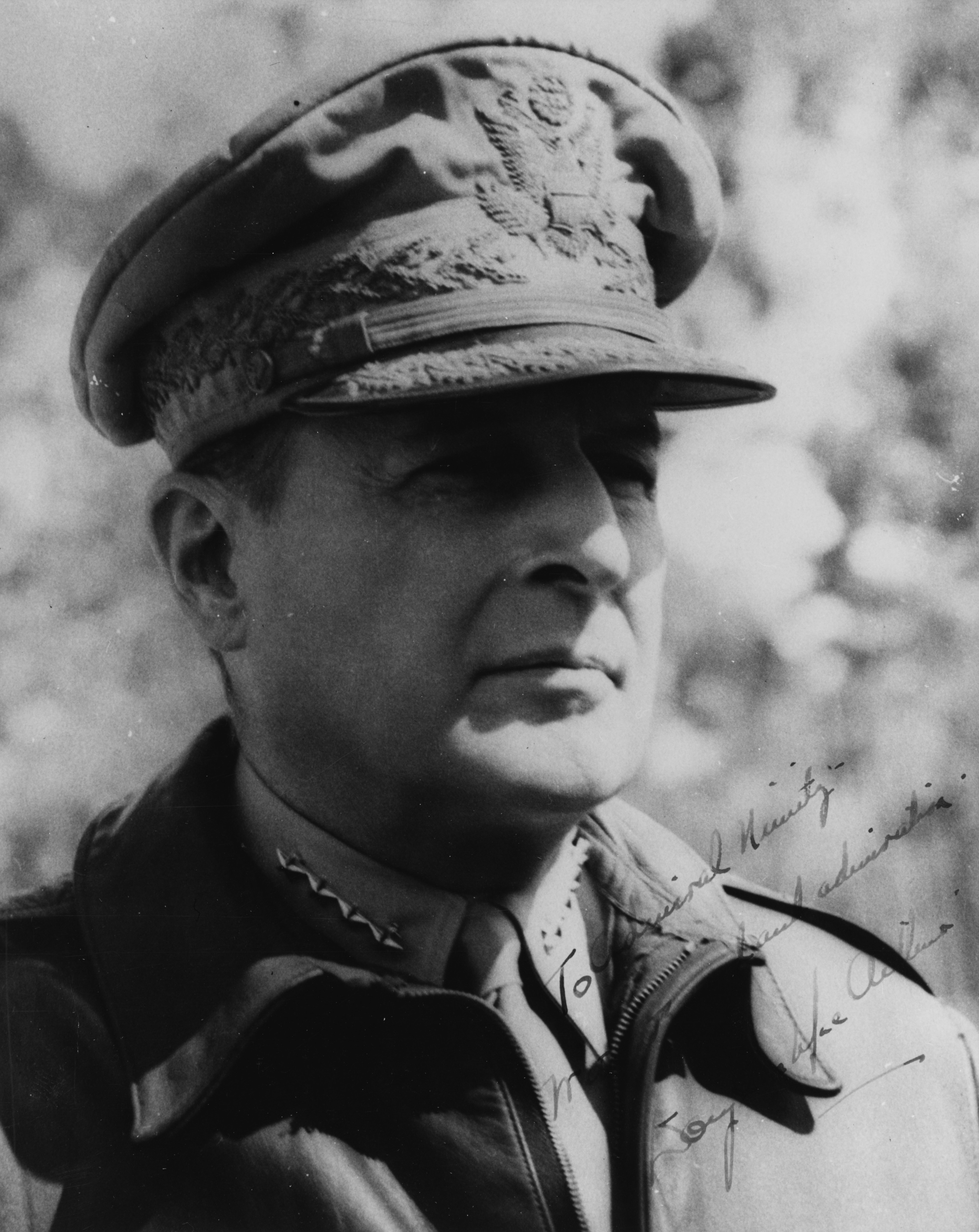
麦克阿瑟五星上將，ICU名譽理事長，主導ICU的美國募款運動
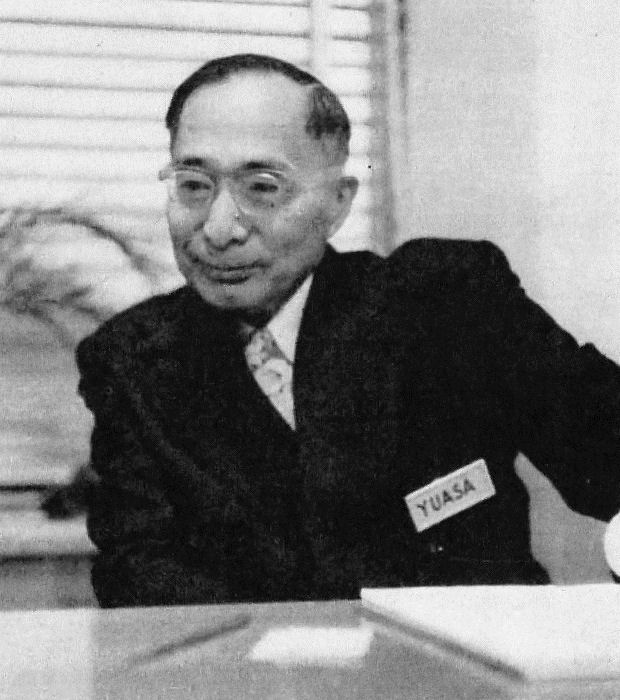
湯淺八郎（日语：湯浅八郎），ICU首任校長，由基督教教育同盟會推舉

### 教育特色
ICU的教育特色在於採用博雅教育的理念，教育理念為「和平」·「學術基礎」·「專門知識」，透過日語與英語的雙語教育達成世界基準的「全人教育」與「行動的博雅教育」。
全校共通的科目以語言學教育為主軸, 4月入學生必需在兩年間持續履修被稱為ELP（English Language Program）的課程。對於9月入學生與留學生則是準備了JLP（Japanese Language Program）的課程。
學校課程約有三分之一為英語授課，不只是英語圈、也聚集了來自世界各地的教授與講師。2008年改組為單一學科的體制下，以可以自由組合的主修制度為其特色。學生可以依據「單主修」「雙主修」「主修與副修」其中之一的方式在31個主修課程中選擇自己的主修課程。
ICU也以留學制度著名。三年級以上的交換學生制度、 目前與21個國家超過60間大學有簽署合作協定，在一個年級600當中約有100人可以交換留學到海外大學。
教職員原則上被要求必須要是基督徒。不過也有極少數非基督徒存在。

### 認證
2005獲得美國博雅教育學會課程認証，ICU的博雅教育符合世界基準。

## 學部構成
大學由單一學部（教養學部）構成，並擁有31個專攻科目可以選修。
- 教養學部
  - 藝術・科學學科
    - 美術・考古學、音樂、哲學・宗教學、經濟學、經營學、歷史學、法學、公共政策、政治學、國際關係學、社會學、人類學、生物學、物理學、化學、數學、情報科學、言語教育、言語學、比較教育、教育・媒體・社會、心理學、媒體溝通與文化、日本研究、美國研究、亞洲研究、性別研究、開發研究、國際研究、平和研究、環境研究

### 校區
國際基督教大學的校區面積為61萬平方公尺，大約為13個東京巨蛋大。校區內部可以說是個天然森林，並有基督教風格的小型建築分散於廣大的校區。門口到校區中間的路長達六百公尺，被稱為「飛機跑道」（滑走路），由於通路兩側種滿了櫻花樹，春天時為東京地區賞櫻的一個有名景點。

### 入學方式
根據不同的試驗方式，有不同的入學時間，平常分為四月生與九月生。
以四月生身分報考的試驗為一般入試，四月歸國生入試，社會人入試，中心考利用入試這四種. 除外還有指定校推薦，特別入學選考（AO）方式可以報考。入學招生人數最多的試驗方式為一般入試，由四科目組成，「教養學習試驗」（類似智力測驗），「人文科学」，「社會科學或是自然科學」與「英文」。
另外一方面，九月生入試只有單純的一種方式，申請者不需要到校考試也不需要面試，大學以提出的書類來進行合格選考。報名者必須提交托福、雅思等國際認可的英語測驗成績，並且必須提交SAT、國際預科或是報名者高中所在地國家的大學升學聯考或是資格成績來進行報名。 另外必須提出高中三年的成績及高中教師的推薦信等文件來報名。

## 知名校友
政治經濟界
- 平井一夫：SONY執行長
- 傑伊·洛克斐勒：美國資深聯邦參議員
- 小室真子：原日本皇族
- 佳子内親王：日本皇族
- 吉川元偉：日本外交家，前日本駐聯合國大使
- 有村治子：日本參議院議員，前內閣府特命擔當大臣
- 行田邦子（日语：行田邦子）：日本參議院議員
- 牧島花蓮：日本眾議院議員
- 横尾和子（日语：横尾和子）：前日本最高法院法官
- 唐偉康：美國外交家，美國駐港澳領事
- 盧千惠：台灣駐日本前代表許世楷之夫人

學術界
- 秋山豐寬：前蘇聯太空人，首位進入太空的日本人
- J·维克特·考希曼（英语：J. Victor Koschmann）：康乃爾大學教授
- 雨宮健：史丹佛大學教授，諾貝爾經濟學獎候選人
- 竹内弘高：哈佛大學教授
- 中嶋啓雄：大阪大學教授
- 陳新滋︰香港浸會大學前校長
- 北野宏明（日语：北野宏明）：沖繩科學技術大學院大學教授
- 川原繁人（日语：川原繁人）：慶應義塾大學副教授
- 童春發：國立臺灣史前文化博物館館長、國立東華大學原住民民族學院創院院長
- 西岡力（日语：西岡力）：當代朝鮮專家

文藝創作界
- 高村薰：名作家，「日本三大推理女王」之一
- 今野雄二：电影、音乐评论家，翻译家
- 傅萊德里·修特：美國翻譯家，旭日章受章者
- 奈良橋陽子（日语：奈良橋陽子）：電影導演、劇作家
- 奥泉光（日语：奥泉光）：日本小說家，近畿大學教授

藝能界
- モモコグミカンパニー（日语：BiSH）：是前著名日本的偶像團體「BiSH」的成員，現在為日本歌手、日本小說作家
- 火山太田：聲優